# Пестречинський район
Пестречинський район (рос. Пестречинский район, тат. Pitrəç rayonı, Питрә́ч районы́) — муніципальний район у складі Республіки Татарстан Російської Федерації.
Адміністративний центр — село Пестреці.

## Адміністративний устрій
До складу району входять 22 сільських поселень:
1. Бєлкінське сільське поселення
2. Богородське сільське поселення
3. Єкатериновське сільське поселення
4. Званковське сільське поселення
5. Кібячинське сільське поселення
6. Кобяковське сільське поселення
7. Ковалінське сільське поселення
8. Конське сільське поселення
9. Кощаковське сільське поселення
10. Кряш-Сердинське сільське поселення
11. Кулаєвське сільське поселення
12. Леніно-Кокушкинське сільське поселення
13. Надєждинське сільське поселення
14. Отар-Дубровське сільське поселення
15. Пановське сільське поселення
16. Пестречинське сільське поселення
17. Пімерське сільське поселення
18. Татарсько-Ходяське сільське поселення
19. Читинське сільське поселення
20. Шалінське сільське поселення
21. Шигалєєвське сільське поселення
22. Янцеварське сільське поселення